# Gonzalo Ríos
Gonzalo Matías Ríos (ur. 30 stycznia 1992 w Resistencii) – argentyński piłkarz występujący na pozycji napastnika, obecnie zawodnik Boca Unidos.

## Kariera klubowa
Ríos jest wychowankiem klubu Boca Unidos z siedzibą w Corrientes, do którego seniorskiej drużyny, występującej wówczas w drugiej lidze, został włączony w maju 2010 jako osiemnastolatek. Przez pierwszy rok pełnił rolę rezerwowego zawodnika zespołu, po czym wywalczył sobie pewne miejsce w wyjściowym składzie. Nie zdołał jednak odnieść z tą ekipą większych sukcesów przez kilka lat bezskutecznie walcząc o promocję do najwyższej klasy rozgrywkowej. W marcu 2014 na zasadzie krótkiego, trzymiesięcznego wypożyczenia został zawodnikiem pierwszoligowego Quilmes AC. W jego barwach zadebiutował w argentyńskiej Primera División za kadencji szkoleniowca Ricardo Caruso Lombardiego, 17 marca 2014 w przegranym 0:1 spotkaniu z Lanús, natomiast premierowego gola w najwyższej klasie rozgrywkowej strzelił trzynaście dni później w zremisowanej 1:1 konfrontacji z Newell’s Old Boys.
Wiosną 2015 Ríos został wypożyczony do meksykańskiego Club León. W tamtejszej Liga MX zadebiutował 14 lutego 2015 w wygranym 2:1 meczu z Universidadem de Guadalajara, zaś pierwsze bramki strzelił 4 kwietnia tego samego roku w przegranym 4:5 pojedynku z Querétaro, kiedy to dwukrotnie wpisał się na listę strzelców. W jesiennym sezonie Apertura 2015 dotarł ze swoją drużyną do finału krajowego pucharu – Copa MX, zaś ogółem barwy Leónu reprezentował przez rok, jednak wyłącznie jako rezerwowy.
| Sezon     | Klub        | Kraj      | Rozgrywki          | Mecze | Bramki |
| --------- | ----------- | --------- | ------------------ | ----- | ------ |
| 2009/2010 | Boca Unidos | Argentyna | Primera B Nacional | 1     | 0      |
| 2010/2011 | Boca Unidos | Argentyna | Primera B Nacional | 2     | 0      |
| 2011/2012 | Boca Unidos | Argentyna | Primera B Nacional | 29    | 5      |
| 2012/2013 | Boca Unidos | Argentyna | Primera B Nacional | 30    | 9      |
| 2013/2014 | Boca Unidos | Argentyna | Primera B Nacional | 22    | 3      |
| 2013/2014 | Quilmes AC  | Argentyna | Primera División   | 12    | 4      |
| 2014      | Boca Unidos | Argentyna | Primera B Nacional | 15    | 2      |
| 2014/2015 | Club León   | Meksyk    | Liga MX            | 11    | 3      |
| 2015/2016 | Club León   | Meksyk    | Liga MX            | 3     | 0      |
| 2016      | Boca Unidos | Argentyna | Primera B Nacional |       |        |